# Улица 1905 года (станция метро)
«У́лица 1905 го́да» — станция Московского метрополитена, расположенная на Таганско-Краснопресненской линии между станциями «Беговая» и «Баррикадная» в Пресненском районе ЦАО.

## История
Станция открыта 30 декабря 1972 года в составе участка «Баррикадная» — «Октябрьское Поле», после ввода в эксплуатацию которого в Московском метрополитене стало 96 станций. В проекте станция носила названия «Звенигородская» и «Площадь 1905 года», а при открытии получила название по близлежащей улице 1905 года, которая, в свою очередь, была названа в память о событиях декабря 1905 года.
Сооружение станции началось с ноября 1968 года, осуществлялось открытым способом в котловане с креплением стенок сваями из двутавров.
В 1991 году станцию предлагалось переименовать в «Трёхгорка»
В 2017 году в рамках подготовки к Кубку конфедераций и чемпионату мира по футболу, проводимых в России в 2017 и 2018 годах, Московский метрополитен перезаписал англоязычный вариант голосового объявления станции на английском языке: «Ulitsa nineteen oh five goda».
Прямой перевод числа 1905 на английский язык был сделан по просьбе иностранных пассажиров, для которых транслитерированное название станции на русском языке не понятно и трудно воспринимаемо.
В 2018 году с крыши ротонды южного наземного вестибюля станции была украдена буква «М», позже вандалы были задержаны полицией.
В 2019 году были возведены крытые павильоны над выходами северного подземного вестибюля.

## Расположение и вестибюли
На одном конце в северном подземном вестибюле общая лестница, на другом конце в южном наземном вестибюле — эскалаторы. Северный подземный вестибюль находится на улице 1905 года, южный наземный вестибюль в виде ротонды находится на площади Краснопресненской Заставы, на пересечении улиц 1905 года, Красная Пресня и Пресненский Вал. У южного вестибюля расположен монумент памяти революции 1905 года.

## Архитектура и оформление
«Улица 1905 года» — колонная трёхпролётная станция мелкого заложения. Глубина заложения — 11 метров. Сооружена из сборных конструкций по типовому проекту. На станции 2 ряда по 26 квадратных колонн с шагом 6,5 метра. Общая ширина станции — 18,4 м, высота — 6,45 м, длина посадочных платформ — 156 м, ширина платформы — 10 м. Авторы проекта — Р. И. Погребной и Г. М. Суворов.
Покрытие колонн — розовый мрамор «буровщина» различных тонов. Путевые стены облицованы светло-серым мрамором «коелга» и украшены фризом и металлическими вставками с изображениями цифр «1905» и факелов из анодированного под золото алюминия (художник — Ю. К. Королёв). Пол выложен серым гранитом.

## Наземный общественный транспорт
На этой станции можно пересесть на следующие маршруты городского пассажирского транспорта:
- Автобусы: м3, м32, м34, м35, 69, с321, с344, с364, с369, 379, 418, н14

## Галерея
| - Зал станции - Посадочная платформа и путевая стена - Посадочная платформа и поезд Еж-3 - Прибытие поезда Еж-3 на станцию - Табличка о станции |

## Станция в цифрах
- Код станции — 121.
- В марте 2002 года пассажиропоток составлял: по входу — 73,7 тыс. человек, по выходу — 75,1 тыс. человек в сутки[11].
- Таблица времени прохождения первого поезда через станцию[12]:

| По чётным числам                | Будние дни | Выходные дни |
| По нечётным числам              | Будние дни | Выходные дни |
| В сторону станции «Баррикадная» | 06:03:00   | 06:02:00     |
| В сторону станции «Баррикадная» | 06:03:00   | 06:03:00     |
| В сторону станции «Беговая»     | 06:05:00   | 06:06:00     |
| В сторону станции «Беговая»     | 06:02:00   | 06:03:00     |